# Menir dos Almendres

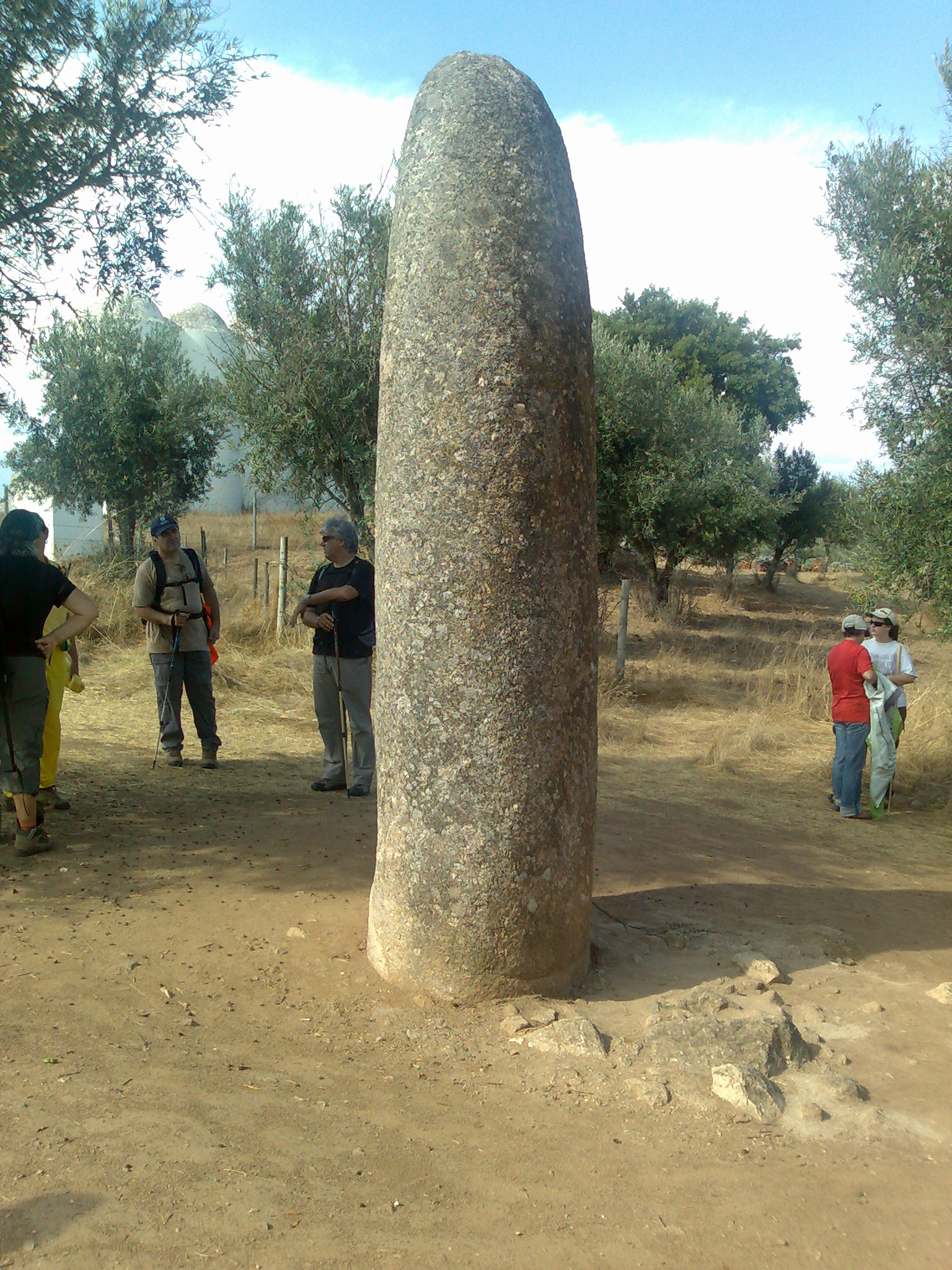
Menir dos Almendres, Évora.

O Menir dos Almendres localiza-se na freguesia de Nossa Senhora da Tourega e Nossa Senhora de Guadalupe, no município de Évora, Distrito de Évora, em Portugal.
Consiste num menir de granito porfiróide de grandes dimensões, com cerca de 3,5 metros de altura a partir da superfície do solo, com secção elíptica de 1,20 x 0,80 metros. Está implantado no topo da encosta, 1,3 km a nordeste do Cromeleque dos Almendres, apresentando-se isolado deste, embora se suponha haver íntima relação, entre ambos, uma vez que o seu alinhamento coincide com o nascer do sol no Solstício de Verão.
O sítio arqueológico em que se insere constitui um conjunto importante de menires estruturados da Península Ibérica, e um dos mais relevantes do megalitismo europeu. 
Desde 1974 que o cromeleque e o menir são património protegido por lei, inicialmente como Imóvel de Interesse Público (IIP). Em 2015, o Cromeleque dos Almendres foi reclassificado como Monumento Nacional, mantendo o menir a classificação como IIP.

## História
O menir foi reerguido pelo seu proprietário, embora se suponha que a sua localização original esteja perto da actual. Uma vez que está implantado em propriedade privada, o menir encontra-se rodeado por uma vedação circular de estacas de madeira e arame.
O cromeleque foi descoberto em 1964, pelo investigador Henrique Leonor Pina, quando se procedia ao levantamento da Carta Geológica de Portugal. 
Todo o sítio arqueológico abrange uma extensa faixa cronológica, desde o Neolítico Médio até à Idade do Ferro, entre finais do sexto e inícios do terceiro milénios antes de Cristo, compondo-se de um cromeleque de planta circular irregular, composto por cerca de noventa e cinco monólitos graníticos dispostos em pequenos agrupamentos numa área de cerca de 70 x 40 m, com uma orientação noroeste-sudeste. Ostenta no seu terço superior uma decoração composta por um báculo e uma faixa de linhas onduladas.
A equipa coordenada pelo investigador Mário Varela Gomes tem tentado encontrar o povoamento que estaria associado aos monumentos megalíticos encontrados neste site arqueológico, tendo identificado um pequeno povoado calcolítico nas suas imediações. Todo o sítio terá sido em tempos um local de culto, com forte carga mágico-simbólica, evidenciando um bom exemplo de reutilização ao longo dos tempos de um mesmo espaço sacralizado.